# 歐洲深山鍬形蟲
歐洲深山鍬形蟲（學名：Lucanus cervus）是體型最大的深山鍬形蟲，身長最長可達104毫米（10.4公分），分佈於歐洲、土耳其和敘利亞，巨大的大顎長度可達4公分。